# Алжиро-мексиканские отношения
Алжиро-мексиканские отношения — двусторонние дипломатические отношения между Алжиром и Мексикой.

## История
В 1962 году Мексика была первой страной, которая признала независимость Алжира от Франции. Дипломатические отношения между двумя странами были официально установлены на 21 октября 1964. В 1974 году в Алжире было открыто посольство Мексики. В 1975 в Мехико было открыто посольство Алжира.
В знак взаимной дружбы в 2008 году в Мехико была поставлена статуя Абд аль-Кадира. В 2011 году в Алжире была поставлена статуя Эмилиано Сапата. В октябре 2014 года, обе страны отмечали 50-летие установления дипломатических отношений.

## Официальные визиты
Визиты президентов Алжира в Мексику
- Президент Шадли Бенджедид (1981 & 1985)
- Президент Абдель Азиз Бутефлика (2002)

Визиты президентов Мексики в Алжир
- Президент Луис Эчеверриа (1975)
- Президент Висенте Фокс Кесада (2005)

## Торговые отношения
В 2014 году объём двусторонней торговли между обеими странами составил $ 283 млн долларов США. Алжир стал 67ым крупнейшим торговым партнером Мексики (2ой по величине в Африке), а Мексика 38ым крупнейшим торговым партнером Алжира, в глобальном масштабе.